# Nami Melumad
Naama "Nami" Melumad (Hebreeuws: נעמה (נמי) מלומד; Ramat Gan, 5 december 1988) is een Israëlisch-Nederlandse film- en televisiecomponiste, dirigente, fluitiste en pianiste, gevestigd in Los Angeles.

## Levensloop
Melumad groeide op en kreeg onderwijs in Ramat Gan. Op de middelbare school studeerde ze muziek en scheikunde aan de Blich High School. Aan het einde van haar studie sloot ze zich aan bij de IDF en diende als psychotechnisch interviewer. Na voltooiing van de dienst werd ze direct toegelaten tot het tweede jaar van de multidisciplinaire compositiestudie aan de Jerusalem Academy of Music and Dance. In dit kader studeerde Melumad bij Dr. Yosef Bardanashvili en Rafi Kadishzon. Tijdens haar studie was ze betrokken bij vele muzikale projecten, als componist en performer. Tijdens deze periode concentreerde ze zich op het componeren van muziek voor films. Ze deed veel kennis en ervaring op dankzij haar werk in studentenfilms en animaties.
Melumad schreef originele muziek voor danswerken, maar ook arrangementen voor het Haifa Symphony Orchestra, de Israel Sinfonietta Beer Sheva en het Revolution Orchestra. Ze componeerde muziek voor theaterstukken, waaronder "Butterflies in the Stomach" (2007). Ook componeerde ze muziek voor commercials en promotiefilms. In maart 2014 werd ze toegelaten tot het programma voor het componeren van muziek voor film en televisie (SMPTV Program) aan de University of Southern California (USC) in Los Angeles. In dit kader werd zij geselecteerd voor het mentorprogramma voor persoonlijke begeleiding van componist Thomas Newman.
In de zomer van 2016 nam ze deel aan de ASCAP filmmuziekworkshop met Richard Bellis. Er werden 12 componisten van over de hele wereld geaccepteerd voor de workshop. In oktober 2016 werden haar werken geselecteerd voor het concert Women in Film dat plaatsvond in Los Angeles en werd geproduceerd door de organisatie Women In Film. In mei 2017 werd haar stuk "New Zealand's Guide To Tessering" uitgevoerd door het Hollywood Chamber Orchestra.
In september 2017 won Melumad de muziekprijs voor een korte film tijdens de Fimucité, een jaarlijks festival op Tenerife, gewijd aan muziek voor films. In oktober 2017 werd ze aangekondigd als kandidaat voor de muziekprijs voor een volledige onafhankelijke film tijdens de Hollywood Music in Media Awards, voor de muziek voor de film This Day Forward. Ze is de eerste Israëlische vrouw die wordt erkend in deze internationale competities. In 2018 won ze de HMMA-competitie voor de muziek voor de korte film Passage en werd ze zelfs genomineerd voor de muziek in de categorie onafhankelijke Amerikaanse film Miss Arizona.
Melumad is de eerste vrouw die een aflevering componeert voor een serie in de Star Trek-franchise, in de aflevering "Q&A" in het tweede seizoen van de serie Star Trek: Short Treks (2019). In het licht van het succes werd ze ingehuurd om de muziek te componeren voor de serie Star Trek: Prodigy die in oktober 2021 begon. Daarna componeerde ze de serie Star Trek: Strange New Worlds, uitgezonden vanaf mei 2022. In 2022 componeerde Melumad de muziek voor de Netflix-serie The Woman in the House Across the Street from the Girl in the Window en samen met componist Michael Giacchino de film Thor: Love and Thunder.

## Filmografie
| Jaar | Titel                                 | Opmerkingen           |
| ---- | ------------------------------------- | --------------------- |
| 2017 | The Purple Orchid                     |                       |
| 2018 | This Day Forward                      |                       |
| 2018 | Miss Arizona                          |                       |
| 2018 | Trico Tri Happy Halloween             | met Jeremy Rubolino   |
| 2018 | The Adventures of Thomasina Sawyer    |                       |
| 2018 | Subira                                |                       |
| 2019 | Turnover                              | met Natalia Perez     |
| 2019 | More Beautiful for Having Been Broken |                       |
| 2019 | Senior Love Triangle                  |                       |
| 2019 | Before the Dawn                       |                       |
| 2020 | Anastasia: Once Upon a Time           | met Jeremy Rubolino   |
| 2020 | An American Pickle                    | met Michael Giacchino |
| 2022 | Thor: Love and Thunder                | met Michael Giacchino |

## Overige producties

### Computerspellen
| Jaar | Titel                            | Opmerkingen           |
| ---- | -------------------------------- | --------------------- |
| 2015 | Curiouser and Curiouser          |                       |
| 2016 | Octobo                           |                       |
| 2020 | Medal of Honor: Above and Beyond | met Michael Giacchino |

### Televisieseries
| Jaar | Titel                                                                | Opmerkingen |
| ---- | -------------------------------------------------------------------- | ----------- |
| 2015 | Remainder One                                                        |             |
| 2015 | Six Windows                                                          |             |
| 2015 | Contacts                                                             | 2015-2016   |
| 2016 | Behind the Blinds Aka Filmmaking 101                                 |             |
| 2017 | Syn                                                                  |             |
| 2017 | Haklum Hagadol                                                       |             |
| 2017 | Dyke Society                                                         |             |
| 2018 | Carbone                                                              |             |
| 2019 | Rough Draft                                                          |             |
| 2019 | Star Trek: Short Treks                                               |             |
| 2019 | Absentia                                                             | 2019-2020   |
| 2019 | Dead End                                                             | 2019-2021   |
| 2021 | HaYoreshet                                                           |             |
| 2021 | Lehiyot Ita                                                          |             |
| 2021 | Star Trek: Prodigy                                                   | 2021-2022   |
| 2022 | The Woman in the House Across the Street from the Girl in the Window |             |
| 2022 | Star Trek: Strange New Worlds                                        | 2022-2023   |
| 2024 | Dream Productions                                                    |             |

### Documentaires
| Jaar | Titel              | Opmerkingen |
| ---- | ------------------ | ----------- |
| 2013 | The Other Dreamers |             |
| 2016 | Never Alone        |             |